# 寶狐 (小說)
《寶狐》是香港科幻作家倪匡的小說，是《原振俠傳奇》的第四部。內容以狐仙為主題，以軍閥少主與狐仙相戀，描述一段地球人與沒有形體的外星人之間的愛情故事。

## 故事大綱

### 義莊中的神祕靈柩
寶氏義莊有一間長年上鎖的房間，據說是一位有錢人家的太太，死了之後，寄柩在此。一天晚上，在義莊擔任看守人的劉由，因為賭輸了錢、拉著女孩『十三太保』，打算到上鎖房間中，找尋是否有珍貴的陪葬品。他們發現在棺木中，躺著一個美麗的女人，容貌與靈堂上的照片相同，即使早已死了多年，容貌仍然栩栩如生，兩人嚇得落荒而逃。第二天，有一老者前來憑弔、發現了上鎖房間被人打開。追問之下，劉由說出在棺木之中看見有人，而正好在附近採集草藥的原振俠，也因此捲入了事件之中。原振俠赫然發現，這老者竟是曾在中國近代史上極度烜赫輝煌的冷氏家族的中心人物－世界十大豪富之一的冷自泉。

### 中國近代史上著名的風雲人物
冷自泉曾是冷氏家族寄予厚望的接班人，認為他的器量足可成為將軍。但在二十六歲的一次私人宴會後，他突然消失在人前，留下一個不解之謎。記者詢問府中的佣人，只知道少爺撞邪了。而且是一隻狐仙。因為狗和狐狸是世仇，少爺還為此殺了自己養的沙皮狗『啞啞』，只因為少女說怕狗。

### 那個女人是狐仙
原振俠在專門收藏冷門書籍的小寶圖書館中，再次巧遇冷自泉，冷自泉前來找尋有關狐仙的書籍；對自己過去遭遇困惑難解的冷自泉，決定將發生在自己身上的事情詳情告訴原振俠。原來在二十六歲的那場私人宴會上，冷自泉邂逅了神祕少女寶狐，在寶狐那裡，他領略了男女之間真正的快樂。寶狐告知她並非人類，是狐狸精，而且除了冷自泉外，其他人都看不見她。她要求冷自泉寸步不能離開她的身邊，要全心全意保護她。冷自泉掌握軍權的父親及二叔對其怪異行為感到憂心，用盡方法要除去迷惑他的狐狸精，但都不能見效。

### 神秘異人與外星邪靈
過了一年多，冷府來了兩位神秘異人，一高一胖，聲稱有辦法收服妖精；驚慌的寶狐請求冷自泉集中精神，用一心保護她的意念，形成強大精神力場，就可以保護她，兩位異人因而失手。三天之後，兩位異人帶來了更厲害的儀器，但還是被冷自泉堅定的意志所驅退。後來，寶狐說出自己是從很遠很遠的星際某個地方逃來的，她是一個罪大惡極的邪惡之靈，所以那地方派出許多人來追捕她。但因為冷自泉全心全意愛她，使得他的思想波，產生一種強大的力量，得以抗拒追捕者。又過三天，兩位異人帶來更強大的力量，帶走了寶狐，也帶走了冷自泉的快樂。

### 以身殉情
之後，寶狐出現在原振俠面前，說明當日為了保護冷自泉不受傷害，自願和追捕者離開。寶狐也因為愛情的影響，徹底改過遷善，而得到了釋放。多年後她回到地球，拜託原振俠協助將冷自泉的靈魂接到她的星球去，但方法必須使冷自泉拋棄他原有的軀殼。最後，冷自泉大叫著「寶狐，我愛你……」，駕駛飛機撞向山崖。故事最後，原振俠從報紙書頁中，看到冷自泉順利拋棄形體，以意念和寶狐團聚。

## 情節發展
- 《寶狐》中的主角是冷自泉和寶狐，原振俠主要擔任聆聽和解說的工作，並在最後幫助冷自泉和寶狐永遠在一起。其他主要人物、像《血咒》故事中的主要角色蘇耀西，也只是匆匆一瞥。

- 「那位先生」也在這個故事中登場，他為這個美麗的愛情故事提出了集體幻覺的解釋，不免大煞風景，原振俠也只好苦笑。

## 故事中的疑問
- 一般人對狐仙的說法，是一種靈體，因此狐仙是沒有形體的。故事中描述狐仙的真身是沒有形體的外星生物，能夠帶給男人快感，其實都是腦電波的影響。其實依照鄉野傳說看來，狐仙是一種高等動物靈，狐仙與其說是看不見，不如說是存在與現世重疊另一度空間的生物。所以能入夢與人交歡，吸取陽氣，卻無法在人面前現身，故事對狐仙的設想不十分正確。
- 故事中描述冷自泉的戀人寶狐是狐仙，是沒有形體的外星生物，即使被冷自泉抱在懷裡，也只是腦中幻覺，那麼就算進行男女間的性行為，即使順利進行，應該也只是向著虛空發射，射了也沒有彈著點，也沒有接受「豪洨」的容器，只有男主角一人獨樂樂，冷自泉醒來後，應該會發現是一場春夢。
- 冷自泉是取材自哪位歷史人物？書中對冷自泉的背景有諸多描述：府上河南；早年在德國學習軍事；「冷」是一個不常見的姓氏，但有一個時期，在中國卻是極其烜赫的一個姓，幾乎無人不知；冷自泉的父親是手握兵符的大元帥，他的叔父是政治上的領袖，他的舅父掌握了一國的財政；任何對中國近代史稍有常識的人，看了之後，都會吃驚。